# Сан Северино Марке (Мачерата)
Сан Северино Марке (итал. San Severino Marche) насеље је у Италији у округу Мачерата, региону Марке.
Према процени из 2011. у насељу је живело 8655 становника. Насеље се налази на надморској висини од 235 м.

## Становништво
| 1931.  | 1936.  | 1951.  | 1961.  | 1971.  | 1981.  | 1991.  | 2001.  | 2011.  |
| ------ | ------ | ------ | ------ | ------ | ------ | ------ | ------ | ------ |
| 15.341 | 16.141 | 16.441 | 14.739 | 13.160 | 13.114 | 13.077 | 12.794 | 13.018 |